# Navigationsrechner E6-B

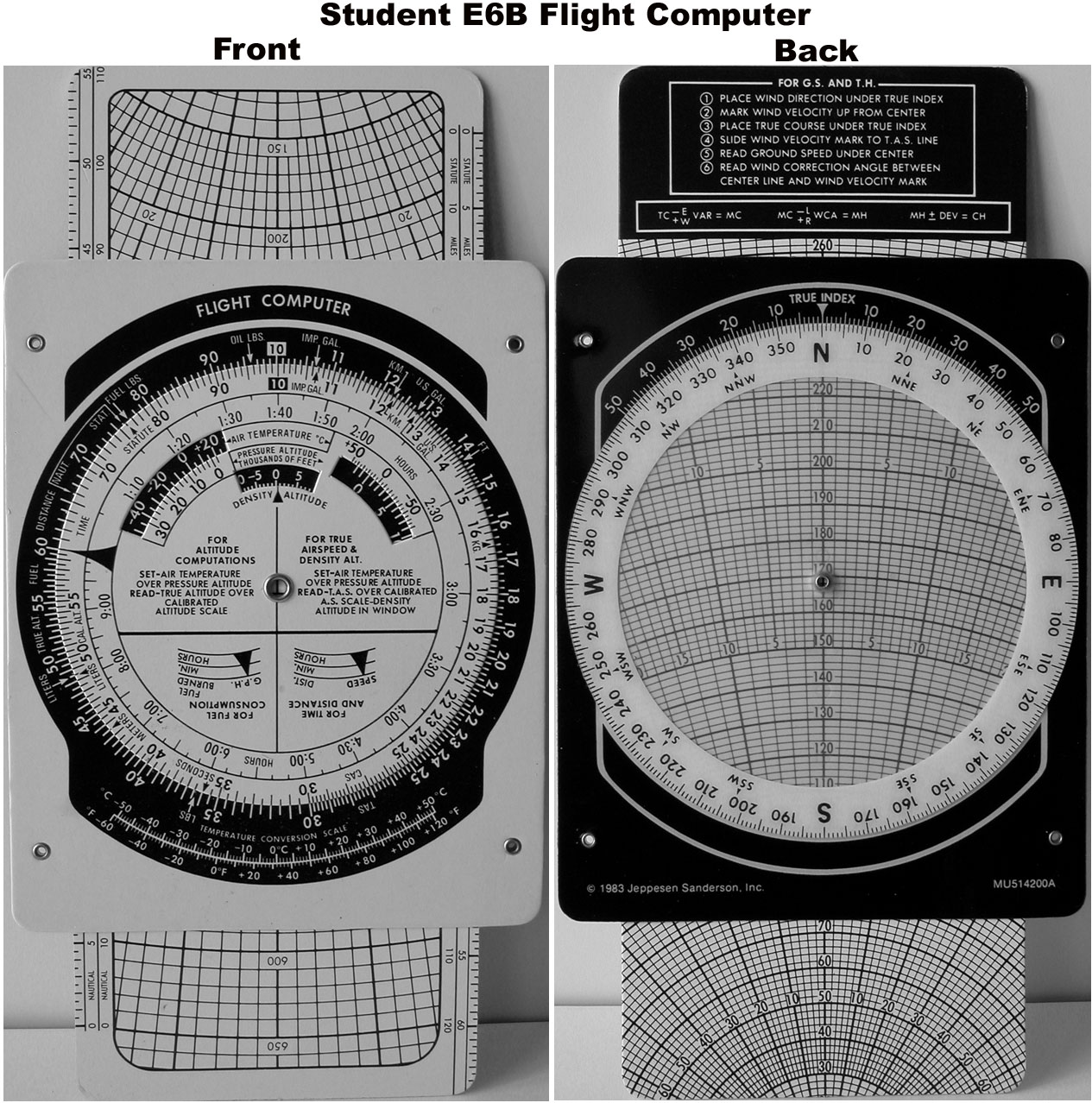
Navigationsrechner E6-B

Der Navigationsrechner E6-B, Kurzform E6-B, englisch E6B flight computer, in der Fliegersprache Drehmeier genannt, ist ein Analogrechner zur Unterstützung bei Rechenvorgängen bei der Flugplanung und Flugnavigation. Die Rechenscheibe ist heute im praktischen Gebrauch weitgehend durch elektronische Rechner und Software ersetzt worden, wird aber immer noch durch Flugschüler in der Flugausbildung verwendet.

## Funktionalität
Folgende Berechnungen können mit dem Navigationsrechner durchgeführt werden:
- Umrechnung von
  - Seemeile in Statute mile
  - Imperialer Gallone in U.S. Gallone
  - Volumen von Öl und Kraftstoff in Gewicht
  - Gallonen in Liter, Fuß in Meter und amerikanische Pfund in Kilogramm
  - Minuten in Sekunden
  - Mach-Zahl in Wahre Fluggeschwindigkeit
  - Grad Fahrenheit in Grad Celsius
- Berechnung bei der Flugnavigation von Geschwindigkeit über Grund, Entfernung und Zeit. Dabei kann der dritte Wert berechnet werden wenn die zwei anderen Werte vorhanden sind.
- Kraftstoffverbrauch und der verfügbaren Flugzeit mit dem vorhandenen Kraftstoff.
- Wahre Fluggeschwindigkeit und die Dichtehöhe
- Wahre Höhe.
- Kurskorrekturen bei Abdrift
- Reichweite

Auf der Seite für die Windberechnungen kann aufgrund des Flugwetters ein Winddreieck berechnet werden einschließlich der nötigen Kurskorrektur.

## Geschichte
Der E6-B wurde Ende der 1930er Jahre vom Ingenieur und Reserveoffizier der US-Marine Philip Dalton entwickelt. Als Kapitänleutnant der Marineflieger war er selbst Militärpilot. Nach dem Angriff auf Pearl Harbor im Jahre 1941 führte die United States Army Air Forces den E6-B als Navigationsrechner ein. Während des Zweiten Weltkriegs wurden etwa 400.000 E6-B-Navigationsrechner angeschafft. In Deutschland wurde gleichzeitig der Dreieckrechner der Knemeyer entwickelt und durch die Luftstreitkräfte der deutschen Wehrmacht als Navigationshilfe eingesetzt.
In der Nachkriegszeit verbreitete sich der Flugrechner auch im zivilen Bereich, als die Piloten und Navigatoren dort ihre Tätigkeit fortführten. Mit dem Laufe der Zeit wurde zum Ende der 20. Jahrhunderts der E6-B aus dem kommerziellen Flugbetrieb immer mehr durch elektronische Rechner, Flugplanungssoftware und Bordcomputer verdrängt. Heute wird er meist nur noch in Flugschulen der Allgemeinen Luftfahrt zur Ausbildung verwendet. Der Flugschüler soll lernen, die Flugplanung und Flugnavigation ohne komplizierte technische Hilfsmittel durchzuführen. So ist in der Theorieprüfung zur Privatpilotenlizenz und damit der Prüfung in Flugplanung und Flugnavigation der US-amerikanischen Federal Aviation Administration nur ein nicht frei programmierbarer Taschenrechner und ein mechanischer Navigationsrechner wie der E6-B zugelassen.
Darüber hinaus sind heute die Funktionalitäten des Navigationsrechner E6-B als Taschenrechner, als mobile App oder als Webanwendung vorhanden. Der mechanische Navigationsrechner E6-B wird bis heute von verschiedenen Herstellern hergestellt und wird aus den Materialien Metall, Kunststoff oder Karton gefertigt.

## In der Populärkultur
Spock, eine Figur aus der Serie Raumschiff Enterprise einer US-amerikanischen Science-Fiction-Fernsehserie aus den 1960er-Jahren, benutzte mehrmals einen Navigationsrechner E6-B:
- In der Folge Implosion in der Spirale benutzt er den E6-B, um die Zeit bis zum Absturz des Raumschiffs auf einen Planeten zu berechnen.
- Bei Die Frauen des Mr. Mudd und Der Tempel des Apoll hält er ihn in der Hand.